# 三臺尊勝寺
尊勝寺位於四川省綿陽市三台縣，文物遺址年代判定為明代、清代。2007年6月1日公佈為四川省第七批文物保護單位。2013年3月5日列為第七批全國重點文物保護單位。